# Culion
Culion är en kommun och en ö i den filippinska provinsen Palawan. 
Enligt statistik från 2006 har den en befolkning på 18 000 människor, fördelat på 3 000 hushåll. Ön Culion tillhör ögruppen Calamianöarna. Ön var en leprosarium (sjukhus för leprasjuka) under tiden Filippinerna var i stadsförbund med USA.

## Beskrivning
Culion är en ö i den nordligaste delen av Palawan. Den tillhör ögruppen Calamianöarna som inkluderar bland annat öarna Busuanga och Coron samt kommunen Linapacan som består av flera mindre öar. Under spanska perioden var de kända som Las Islas de Calamianes, Provincia de España. Den har en totalyta av 415 km2 vilket inkluderar 41 omgivande öar och cirka 1200 km2 om man inkluderar territorialvatten. Den gränsar i norr till ön Busuanga, i öster till Coronrevet, i söder till ön Linapacan och i väster till Sydkinesiska havet.
Vattnen kring Culion innehåller totalt 201 fiskarter vilket även inkluderar kommersiell viktig fisk. Det är tre ekosystem som underhåller det marina livet: Mangrove, sjögräs och koraller. 17 olika mangrovearter täcker Culions kustlinje. Olika sjögräsarter och 47 olika korallsläkten, sammanlagt 60% av alla olika släkten hittas på Culion.

## Huvudorten
Huvudorten heter likaså Culion och den har en kyrka från 1933 och en fortifikation från den spanska tiden. Ett museum beskriver öns historia som centrum för leprasjuka. Tidvis fanns 5000 personer i sjukhuset.

## Historia

### Spansk koloni
Förutom kyrkorna har spanjorerna byggt försvarsställningar på strategiska platser i Taytay, Cuyo, Agutaya, Linapacan och även ett utkikstorn och borg i området kring Libis i Culion.
1859 blev Calamianöarna uppdelade i två provinser, "Castilla" och "Asturias". Castilla som inkluderade norra Palawan behöll sin huvudstad Taytay. Asturias sträckte sig söder till Balabac. 1873 blev Palawans huvudstad ändrad från Taytay till Cuyo. Den franska antropologen Alfred Marche reste till Filippinerna och dokumenterade sin forskning om många platser. Den franska ambassadören Pirre Revol översatte Marche's dokumentering av Calamianeöarna och Culion.
Marche gjorde en relativt exakt beskrivning av öns geografi och hänvisade till Culion som den viktigaste platsen på Calamianöarna. Det faktum att en båt från Manila "kommer till Culion en gång per månad" vittnar om platsens växande ekonomi på den tiden. Marche’s beskrivning av platsen och folket han mötte på 1880-talet är viktiga indikatorer på Calamianöarnas etnografi för mer än ett sekel sedan.
Orten Culions ledande ställning på Calamianöarna stöds även av det faktum att en fredsdomare hade ett kontor på Culion. Claudio Sandoval y Rodriguez, en spansk mestis från Jaro gifte sig med Evarista Manlavi, dotter till en rik jordägare från Cuyo. Claudio Sandoval blev Jezgado de Paz de Culion, Calamianes och hade sitt ämbete någon gång sent på 1880-talet. Hans ämbetssigill hittades stämplad på en handskriven rundskrivelse daterad 11 december 1889 utskickad till alla inom Culions roriedad y sus visitas där han varnar invånarna för det straff som kommer att drabba den som ertappas med gambling. Culion’s visitas inkluderade även ön Busuanga samt andra områden i Calamianöarna.
Rester av fortet i San Pedro någonstans i Burabud vittnar om Culions rika historia. Tidigt på 1990-talet trodde man att fortet redan var fullt med rötter från baleteträd. Fortet blev byggd av spanska Augustinerorden och är äldre än "Immaculate Conception Church" som blev byggd av Jesuiter och som man nu kan se i staden Culion. Fortet i San Pedro blev byggt vid ungefär samma tid som det i Agutaya, Taytay och Cuyo, dessa står fortfarande, bevarade av myndigheterna i Palawan.

### Stadsförbund med USA och Culion som leprosarium

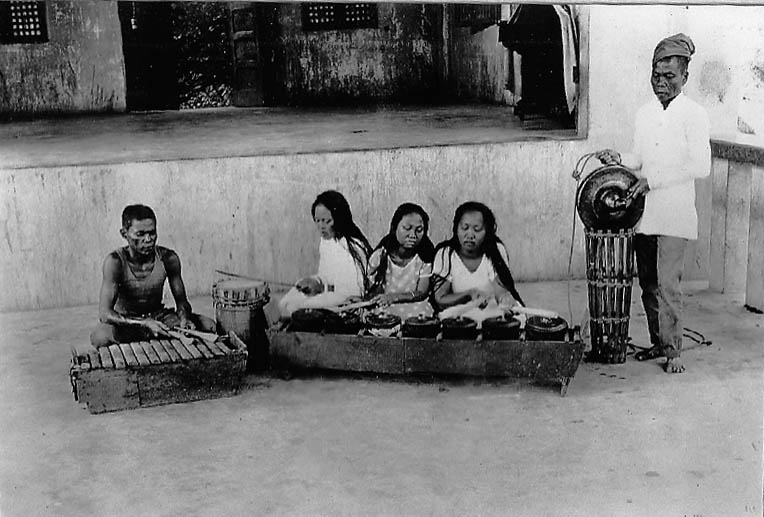
Invånare i Culion lepra-koloni, odaterat foto. Kvinnan i mitten spelar kulintang, ett traditionellt instrument.

När Paris-avtalet undertecknats 10 december 1898, där Spanien överlämnade Filippinerna till USA för 20 miljoner dollar, blev bildandet av Culionreservatet en av amerikanernas första försök att bilda någon form av folkhälso-policy i Filippinerna, som en del av sina långsiktiga planer att behålla ögruppen.
En av de avgörande orsakerna för att bilda the Manila Board of Health var en traditionell syn att det var nödvändigt att isolera leprapatienter från den övrig befolkningen. Efter att ha undersökt ett flertal platser valde man ön Culion som en leprakoloni år 1901. 27 oktober 1902 anslog "the Second Philippine Commission" en summa på 50 000 dollar för att etablera Culion under "Secretary of Interior Dean C. Worcester and Director of Health Victor G. Heiser". 22 augusti 1904 skrev Luke E. Wright the American Civil Governor of the Government of the Philippine Islands, Executive Order No. 35, under på att överföra kontroll och jurisdiktion av Culion från kommunen Coron och reservera ön som en leprakoloni/leprosarium och en myndighetsägd boskapsuppfödning.

## Demografi
Ursprungsbefolkningen på Culion är Tagbanua-folket, en minoritetsgrupp som lever på fiske och samlande. Även om de bevarar sina ursprungliga seder och traditioner är de mycket påverkade av muslimsk kultur och sociala organisation.
Historisk handel attraherade folk från andra delar av Palawan, t.ex. Calamianöarna och Cuyonon som bosatte sig på Culion.
Numera praktiserar inte Tagbanua-foket många av sina kulturella traditioner och många av dem har konverterat till kristendomen. Gruppen är till stor del marginaliserad och deras andel av Culions totala befolkning är nu bara ca 8%. Barangay Carabao, enligt Republic Act 9032, blev etablerad för dem. De blev även tilldelade "Certificates of Ancestral Domain under Republic Act 8371", även känd som "the Indigenous Peoples’ Rights Act of 1997".
Vid etableringen av leprakolonin år 1906, hämtades leprapatienter och sjukhuspersonal till Culion från olika delar av Filippinerna och tog med sig sina seder, vanor, dialekter och regionala olikheter. Påverkan av invandringen de senaste 30 åren har gjort Culions invånare till en heterogen befolkning.

## Politisk uppdelning
Culion är uppdelad i 14 barangay:
- Balala
- Baldat
- Binudac
- Culango
- Galoc
- Jardin
- Libis
- Luac
- Malaking Patag
- Osmeña
- Tiza
- De Carabao
- Burabod
- Halsey